# Laboratoire d'informatique de Paris-Nord
 (mai 2022).
Le Laboratoire d'informatique de Paris Nord ou LIPN est un laboratoire de recherche français en informatique, créé en mai 1986.

## Historique
Le Laboratoire d'informatique de Paris-Nord (LIPN) est sous la tutelle conjointe de l'université Paris 13 et du CNRS ; il a été créé en mai 1986 et est l'un des huit laboratoires de recherche de la faculté des sciences (baptisée Institut Galilée et située à Villetaneuse) de l'université Paris 13.
Lors de sa création par les professeurs Maxime Crochemore, Gérard Plateau et Daniel Kayser (qui en fut le premier directeur de 1986 à 1991), le laboratoire était composé de trois équipes sur les thématiques suivantes : intelligence artificielle, algorithmique et combinatoire des mots, optimisation combinatoire. 
Le LIPN devient « Jeune équipe » CNRS en 1988 et 1989.
Sous la direction de Gérard Plateau (1991-1997), le laboratoire devient associé au CNRS le 1er janvier 1992 avec le statut d'URA (no 1507) puis d'UPRES-A (no 7030) en 1997. Sous la direction de Jacqueline Vauzeilles (1997-2004), il obtient le statut d'unité mixte de recherche en  janvier 2001 (UMR 7030). 
Sous la direction de Christophe Fouqueré (2004-2012), puis de Laure Petrucci (2012-2017), les thématiques de recherche se répartissent désormais en 5 équipes, pour environ 170 membres (dont 78 chercheurs et enseignants-chercheurs, 8 techniciens et personnels administratifs, environ 50 doctorants et post-doctorants, ainsi que des professeurs invités et des stagiaires).

## Domaines de recherche
Les activités de recherche du LIPN couvrent de nombreux domaines de l'informatique
en particulier en combinatoire, optimisation combinatoire, algorithmique, logique, logiciel, représentation des connaissances,
langage naturel et apprentissage, répartis dans les équipes suivantes :
- A3 : Apprentissage Artificiel et Applications
- AOC : Algorithmes et Optimisation Combinatoire
- CALIN : Combinatoire, ALgorithmique et INteractions
- LoVe: Logique et Vérification
- RCLN : Représentation des Connaissances et Langage Naturel.

Ces recherches ont donné lieu à quelques milliers de publications de la part des membres du LIPN ; la plupart des articles récents sont disponibles sur le serveur HAL du CNRS.

## Distinctions
- Guy Chaty a été vice-président de l'Université Paris Nord de 1982 à 1987.
- Adeline Nazarenko (responsable de l'équipe RCLN) a été récipiendaire de la médaille de bronze du CNRS[7] en 2004.
- Jacqueline Vauzeilles (ancienne directrice du laboratoire) a été faite chevalier de la Légion d'honneur en 2005.
- Gérard Plateau (ancien directeur du laboratoire) a été élu « membre correspondant » de l'académie des sciences du Brésil en 2012[8].
- Frédérique Bassino (responsable de l'équipe CALIN) a été élue présidente de la section 6 du comité national de la recherche scientifique en 2012[9].
- Cyril Banderier, Olivier Bodini, et leur  collègue taiwanais Hsien-Kuei Hwang ont reçu le prix scientifique de la fondation franco-taiwanaise et de l'Académie des Sciences en 2013 [10].

Deux collaborateurs du LIPN ont par ailleurs été faits docteurs honoris causa de l'Université Paris Nord :    
Nelson Maculan Filho (pt) en 2005  et  Christian Krattenthaler (en) en 2015.

## Collaborations internationales et industrielles
Le LIPN est impliqué dans diverses collaborations industrielles, notamment via des financements de thèses CIFRE, s'attaquant aux problématiques suivantes : problèmes de routage en collaboration avec la SNCF, problèmes d'optimisation de coûts en collaboration avec EDF, amélioration de la sémantique du web en collaboration avec Quaero. À l'international, le laboratoire a développé des projets binationaux, notamment avec l'Autriche (TU Wien), Madagascar (université d'Antananarivo), la Pologne, l'Italie, l'Australie, Taiwan (Academia Sinica), la Tunisie.